# Julian Olevsky
Julian Olevsky, né le 7 mai 1926 à Berlin (Allemagne), mort le 25 mai 1985 à Amherst, Massachusetts, États-Unis, est un violoniste classique et professeur de musique américain ; il était marié à la pianiste Estela Kersenbaum Olevsky.

## Biographie
Julian Olevsk, né à Berlin en 1926, est le fils d'un violoniste professionnel ; son père lui enseigne le violon dès l'âge de sept ans. En 1935, sa famille part pour l'Argentine où il devient l'élève du violoniste russe Alexander Petschnikoff (1873-1949), lui-même élève de Leopold Auer. Il donne son premier récital à dix ans et il effectue à douze ans ses débuts avec un orchestre à Buenos Aires. S'ensuit une série de tournées en Amérique du Sud. En 1947, il s'installe aux États-Unis et obtient la nationalité de citoyen américain en 1951, après avoir fait ses débuts à New York au Town Hall dès 1949, puis au Carnegie Hall en 1950. Il enseigne à l'Université du Massachusetts à Amherst de 1967 à 1974,.

## Discographie
Julian Olevsky a enregistré pour le label Westminster Records, notamment sous la direction d'Hermann Scherchen et de la musique de chambre avec son épouse, Estela Kersenbaum.